# Johannes Lohrer
Johannes Lohrer (* 29. April 1983 in Vaihingen/Enz) ist ein ehemaliger deutscher Leichtathlet. Er startete von 1996 bis 2001 für den TV Vaihingen/Enz und in den Jahren 2002 bis 2008 für das LAZ Salamander Kornwestheim-Ludwigsburg.

## Karriere
Seine Spezialdisziplin war der 200-Meter-Lauf mit einer Bestleistung von 21,36 s. Seinen größten Erfolg feierte er mit der 4-mal-100-Meter-Staffel 2004. Gemeinsam mit Martin Schäfer, Vincent David und Patrick Sihler wurde er in Heilbronn deutscher Juniorenmeister. Zwei Jahre zuvor wurde er deutscher Vizemeister über 4-mal 200 Meter mit Florian Gamper, Alexander Richling und Christian Schacht im Sindelfinger Glaspalast. Dieselbe Platzierung erreichte er 2004 bei den deutschen Meisterschaften in Braunschweig. In der Besetzung David Schahbasian, Florian Köpfer, Tobias Unger (von 2005 bis 2023 deutscher Rekordhalter über 200 m) und Johannes Lohrer erreichte das Quartett in 40,29 s die Vizemeisterschaft hinter dem TV Wattenscheid.
Zwischen 2002 und 2007 wurde er mehrfach Baden-Württembergischer Meister und Süddeutscher Meister und errang bei deutschen Meisterschaften fünf Medaillen. In seiner aktiven Zeit war Johannes Lohrer 1,85 m groß und 80 kg schwer.
Nach Ende seiner aktiven Zeit engagierte er sich auf Vereins- und Verbandsebene in der Jugendarbeit. Im März 2022 wurde er von den Jugendvertretern des Württembergischen Leichtathletik-Verbands (WLV) zum Leiter des Fachausschusses Kinder und Jugendliche gewählt. Seit dem am 18. September 2022 ist er Vorstand Kinder und Jugend im WLV.

## Erfolge
- 2002 deutscher Vizemeister 4 × 200 m
- 2002 Bronzemedaille deutsche U23-Meisterschaften 4 × 100 m
- 2004 deutscher Juniorenmeister 4 × 100 m U23
- 2004 deutscher Vizemeister 4 × 100 m (David Schahbasian, Florian Köpfer, Tobias Unger, Johannes Lohrer)
- 2004 süddeutscher Meister 4 × 100 m
- 2002–2007 mehrfacher Baden-Württembergischer Meister